# Hochschule Bremerhaven
Die Hochschule Bremerhaven ist eine 1975 gegründete staatliche Hochschule in Bremerhaven. In den 25 technischen, natur-, sozial- und wirtschaftswissenschaftlichen Bachelor- und Masterstudiengängen der „Hochschule am Meer“ studieren derzeit rund 3000 Studierende aus 66 Nationen.
Zwei Fachbereiche umfassen die Schwerpunkte Energie- und Meerestechnik, Life Science, Logistik und Dienstleistungen und IuK und Automatisierung. Das Angebot reicht von Biotechnologie, Sozialer Arbeit, Maritimen Technologien und Schiffsbetriebstechnik über Kreuzfahrtmanagement, Verfahrenstechnik, Energietechnik und Medizintechnik bis zur Digitalen Medienproduktion und Wirtschaftsinformatik. Etwa 150 Mitarbeiter in Lehre und Verwaltung stehen den Studierenden zur Seite.

## Geschichte

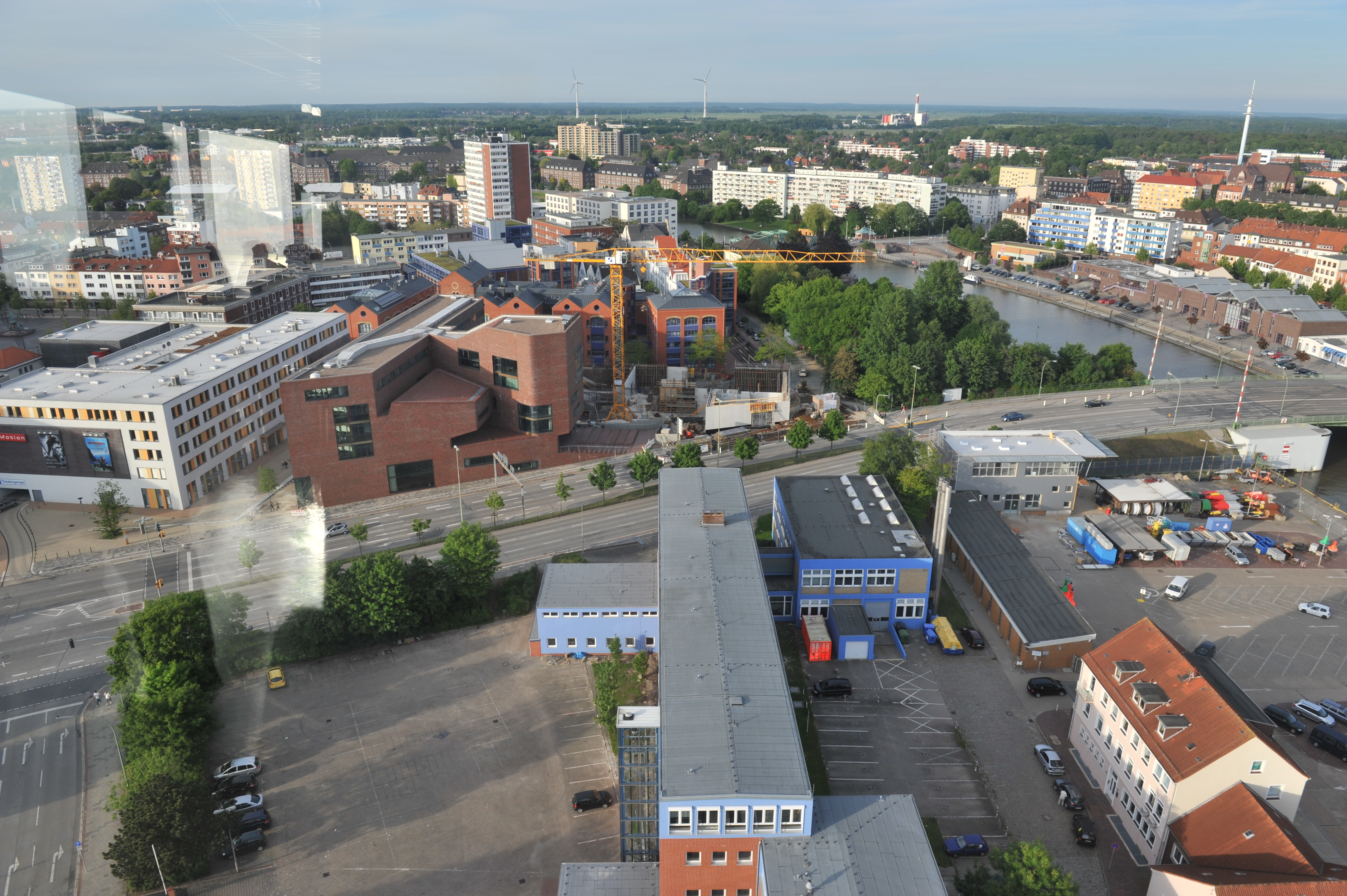
Hochschule Bremerhaven, Mitte/links

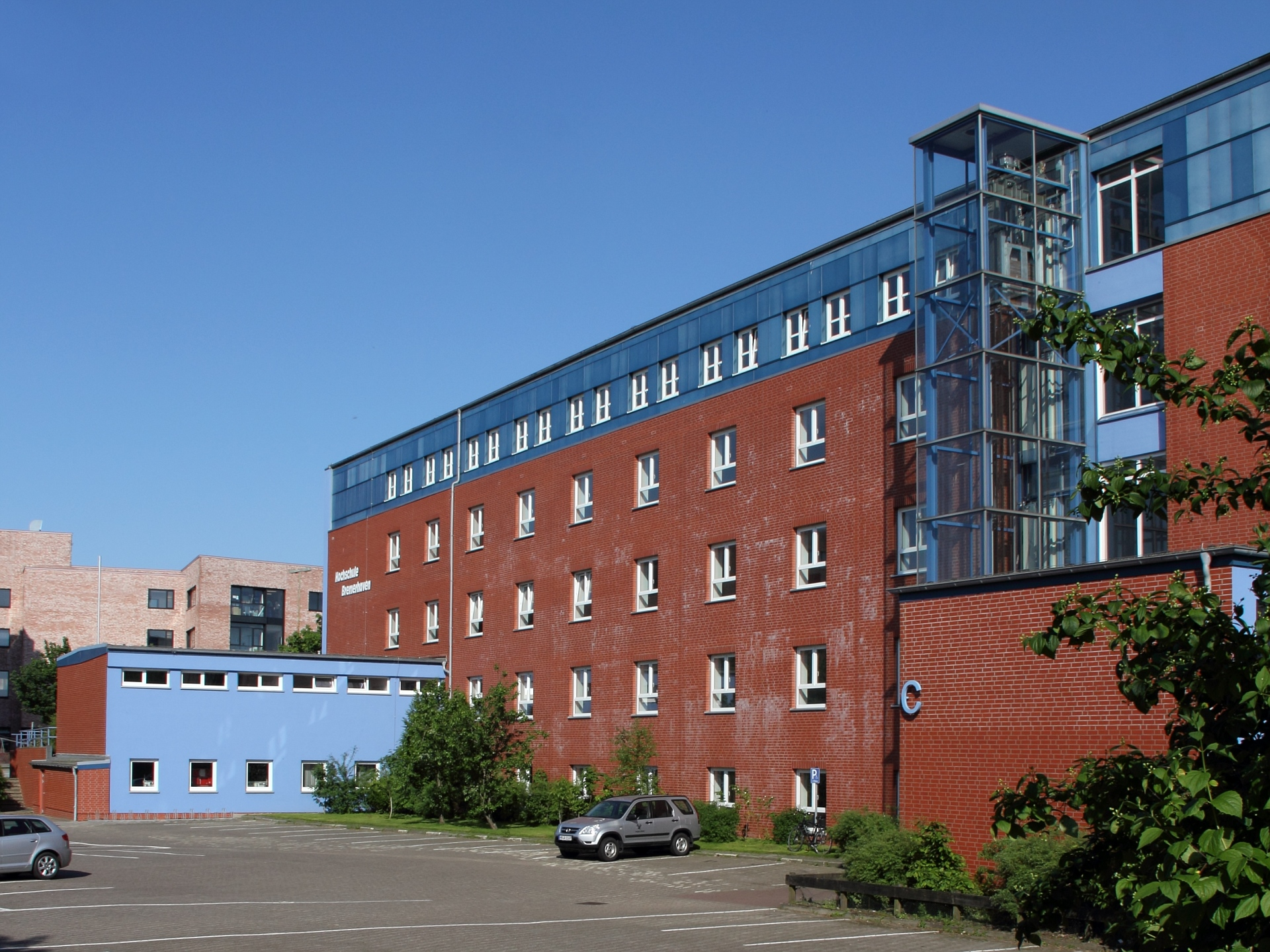
Haus C von 1960 steht westlich der Columbusstraße.

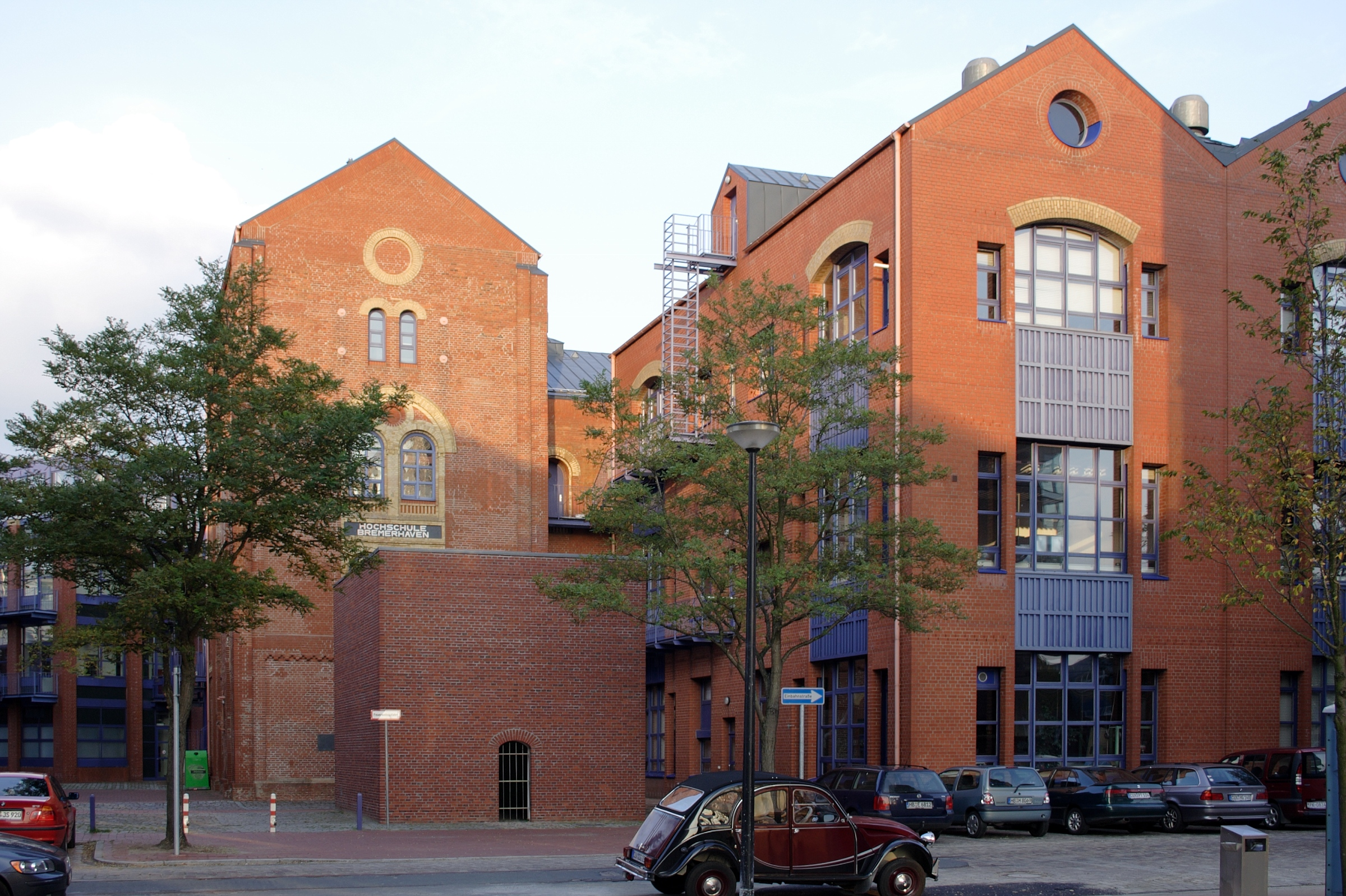
Haus K (1985) von der Straße Karlsburg. Davor das würfelförmige Auswandererdenkmal The last Step.

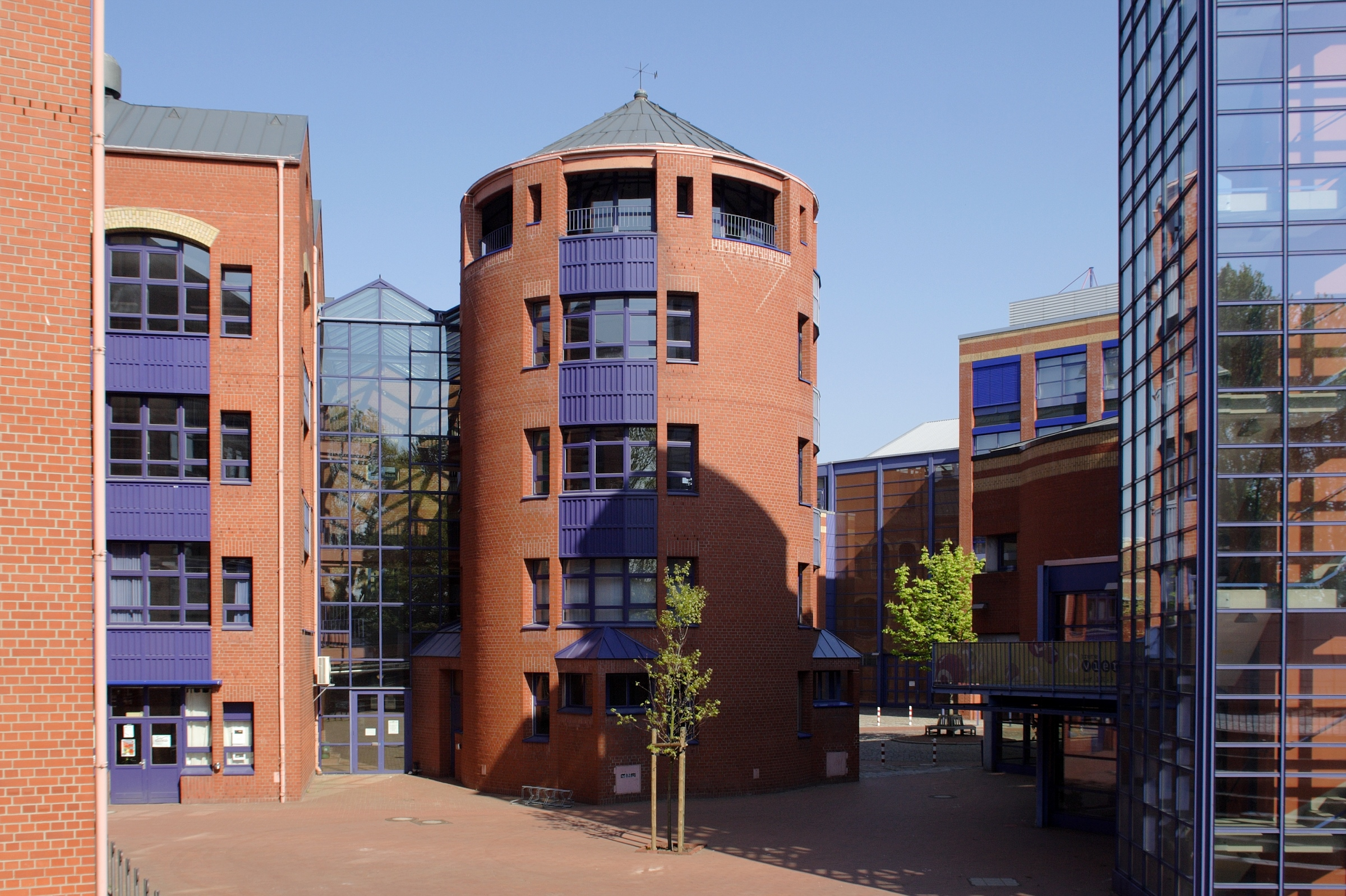
Haus K mit dem runden Turmgebäude (links der Mitte) und Teilen von Haus M und Z.

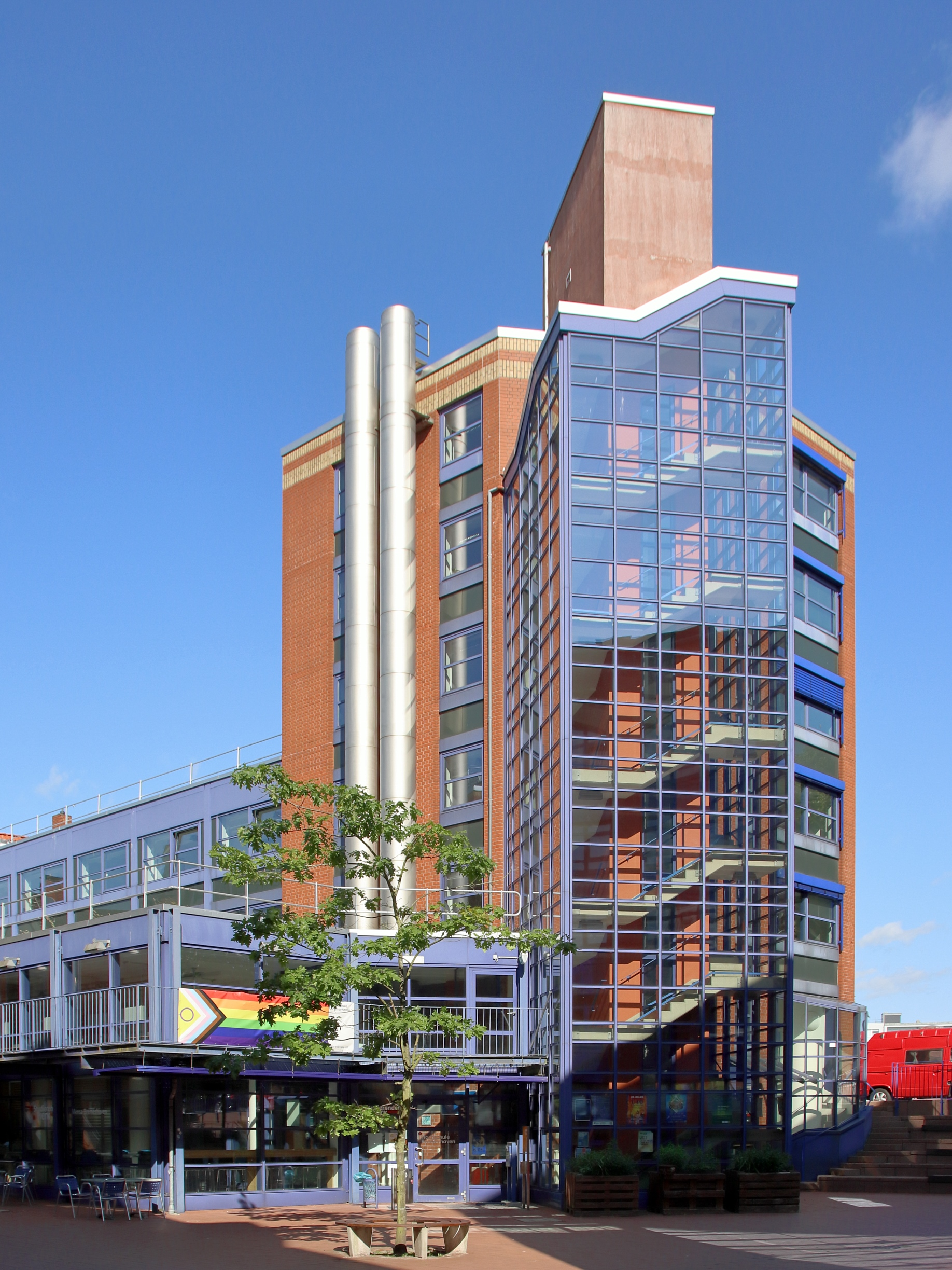
Haus M

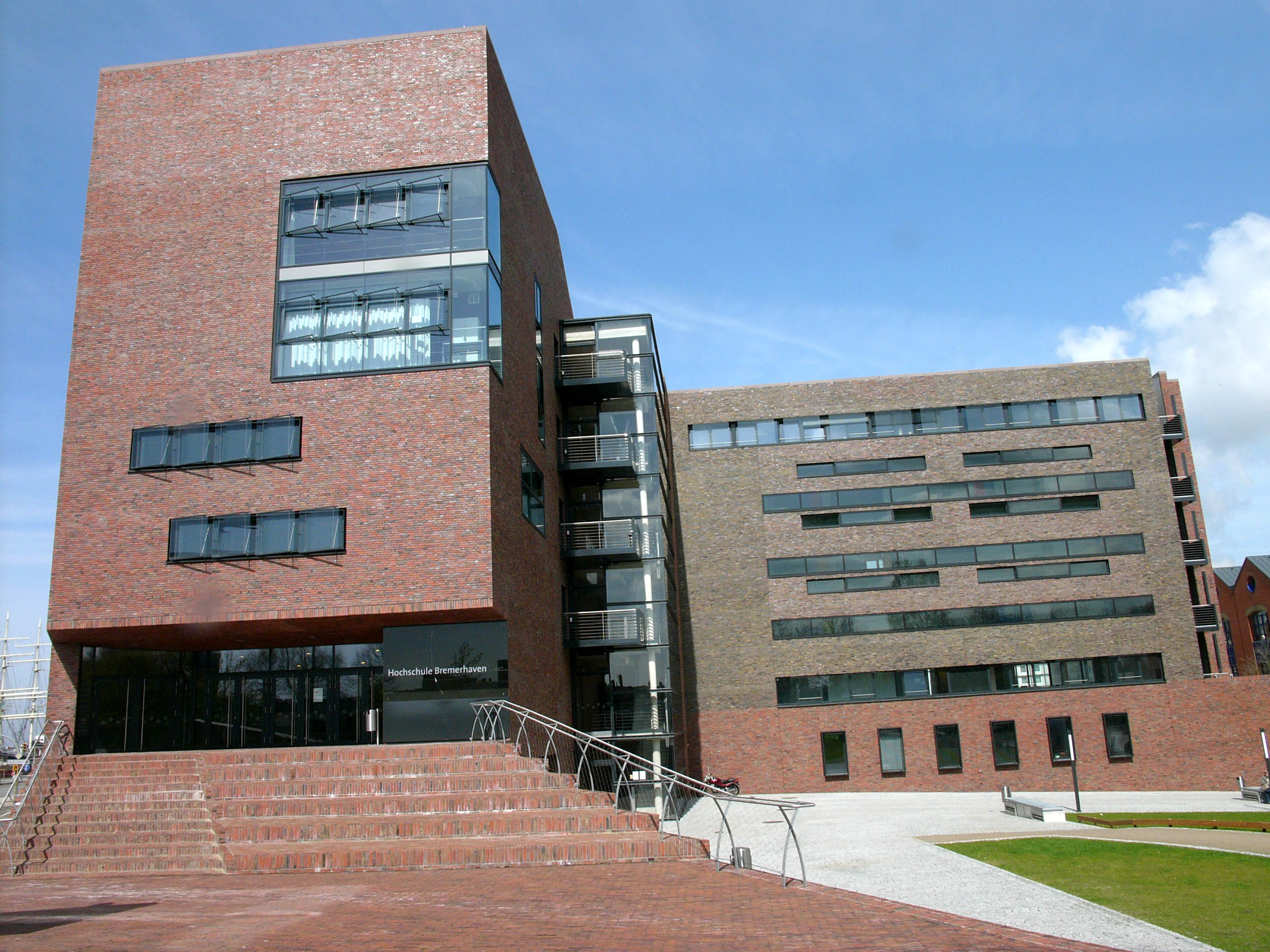
Haus S von 2005

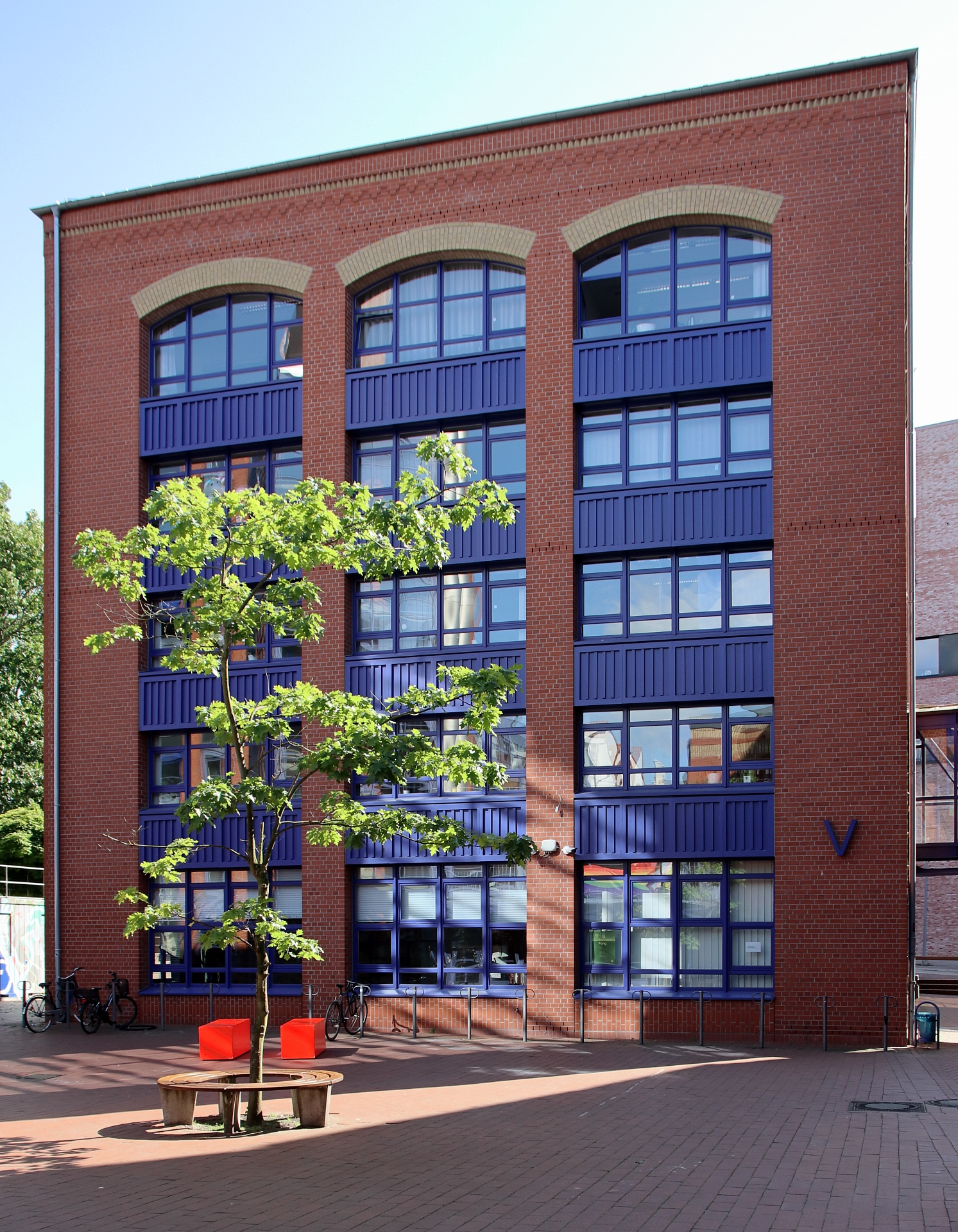
Haus V von 1989

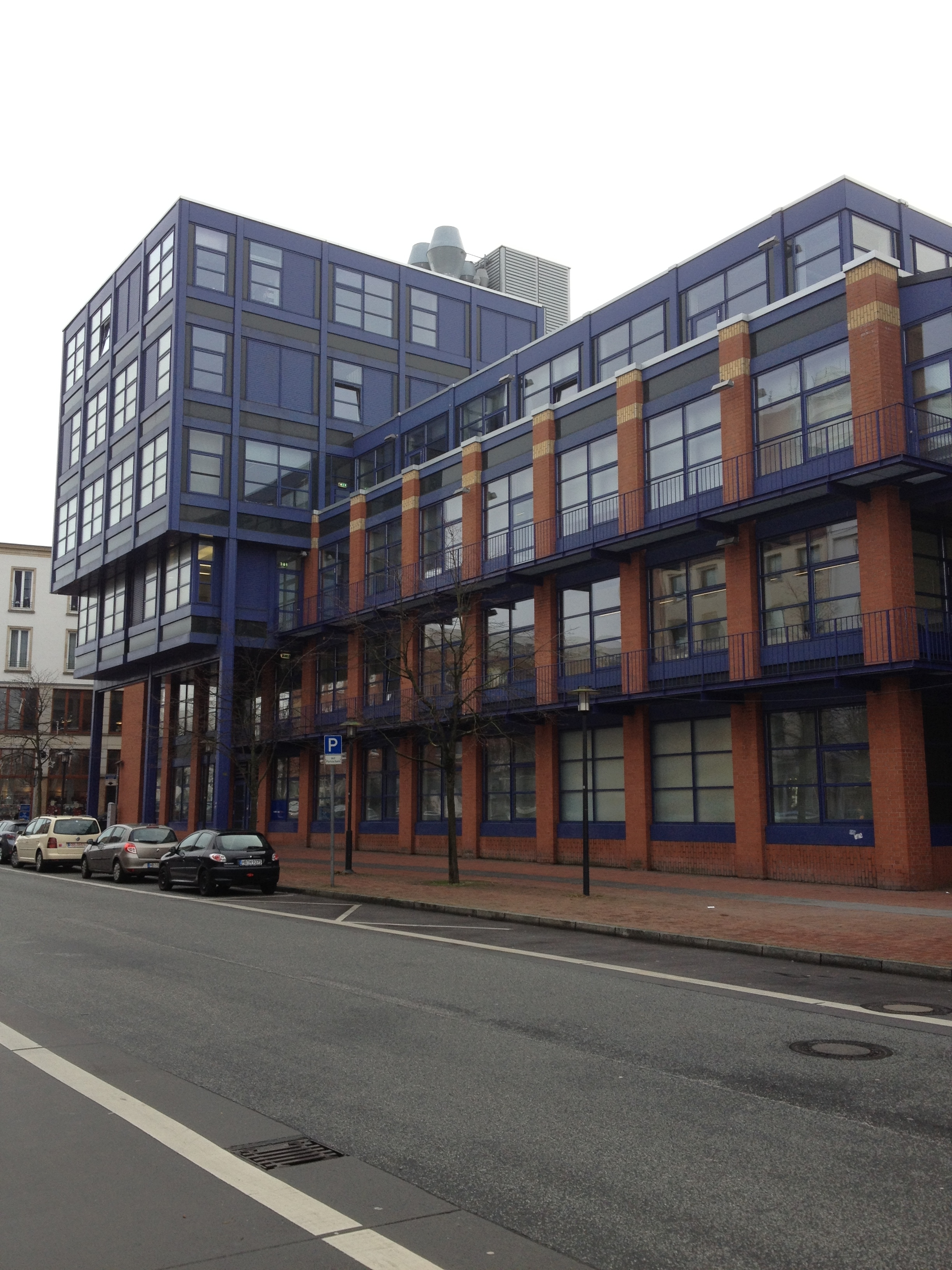
Haus Z von 1998

In der Bussestraße entstand 1879 eine Navigationsschule, die 1884 zum Städtischen Technikum (später Schiffingenieurschule) wurde. In Geestemünde gab es zudem die Preußischen Seemaschinistenschule in der Bülowstraße. 1927 wurde die Schiffingenieurschule Bremerhaven in die Technische Staatslehranstalten Bremen eingegliedert.
1960 nahm die Schiffingenieurschule Bremerhaven in einem dreigeschossigen Neubau an der Columbusstraße 21 ihren Unterricht auf, heute das umgebaute Haus C als Seminargebäude.
Die Gründung der Hochschule Bremerhaven erfolgte am 1. September 1975. Die Basis für die Gründung waren
- die Schiffsingenieurschule von 1960, die 1968 Ingenieursakademie und 1970 Fachhochschule für Technik wurde und
- die Abteilung Bremerhaven der Seefahrtsschule bzw. Seefahrtsakademie Bremen (1968), die sich 1970 zur Hochschule für Nautik Bremen mit dem Institut Bremerhaven wandelte.

1977 empfahl der Wissenschaftsrat die Förderung der Hochschule durch den Bund. 1978 schlossen die Hochschule Bremerhaven und die Hochschule Gdingen ein Kooperationsabkommen über die Ausbildung von Schiffsoffizieren. Weitere Kooperationen u. a. mit der Fachhochschule Oldenburg, der Fachhochschule Wilhelmshaven und der Seefahrtsschule Cuxhaven folgten. 1984 endete die Ausbildung für Diplom-Nautiker (Kapitäne auf Großer Fahrt). Im Wintersemester 1974/75 kam neben den traditionellen Studiengängen Nautik und Schiffsbetriebstechnik der Studiengang Betriebs- und Versorgungstechnik hinzu, im Sommersemester 1976 außerdem der Studiengang Transportwesen.
1983 erfolgte die Grundsteinlegung für die Neubauten (Haus M) auf dem Gelände der ehemaligen Karlsburg-Brauerei. Nach Plänen des Architekten Gottfried Böhm (Köln) wurden die ersten rotsteinsichtigen Bauten bis 1985 fertiggestellt. Gebäudeteile des Auswandererhauses von 1849/50 wurden in die Planung einbezogen und so alte mit neuen Bauelementen verbunden. Der Rundturm erinnert an die alte Befestigungsanlage der Schwedenfestung Carlsburg aus dem 17. Jahrhundert. 1989 folgte ein zweiter Bauabschnitt mit dem Labortrakt und dem quadratischen Turm für die Verwaltung (Haus V).
2000 waren an der Hochschule 1171 Studierende eingeschrieben, die von 69 Professoren und 69 weiteren Mitarbeitern betreut wurden. 2003/04 erhöhte sich die Zahl der Studierenden auf 2064, davon 15 % ausländische und 29 % weibliche Studierende.
Der 2005 eröffnete Erweiterungsbau (Haus S) der Architekten Kister, Scheithauer, Gross (Köln) wurde 2006 mit dem Preis des Bund Deutscher Architekten ausgezeichnet. Er beherbergt die Bibliothek, zwei Hörsäle, 20 Seminarräume, das DV-Labor und ein Dekanat. 2011 wurde von den gleichen Architekten Haus T fertiggestellt.
Im Jahr 2014 wurde in Haus K die neue Cafeteria in den Räumen der alten Mensa eröffnet.
2022 entstand mit dem für 150 Studierende ausgelegten Studiengang Soziale Arbeit der gesellschaftswissenschaftliche Zweig der Hochschule. Dieser Studiengang beinhaltet deutschlandweit einzigartig eine studienbegleitende Beratungsqualifikation in Transaktionsanalyse. 
Ebenfalls 2022 wurde der gesundheitswissenschaftliche Studiengang Physician Assistance eingerichtet, der ein Bindeglied der Gesundheitsversorgung zwischen Medizin und Pflege darstellt.

## Studiengänge
Die Hochschule Bremerhaven hat Studiengänge zur Technologie und zur Betriebswirtschaft, organisiert und differenziert in zwei Fachbereichen:
| Fachbereich | Studiengang                                                     | Abschluss                                        |
| ----------- | --------------------------------------------------------------- | ------------------------------------------------ |
| 1           | Biotechnologie der Marinen Ressourcen                           | Bachelor of Science                              |
| 1           | Ingenieurwesen / Automatisierungstechnik-Elektrotechnik         | Bachelor of Engineering                          |
| 1           | Ingenieurwesen / Schiffs- und Anlagentechnik                    | Bachelor of Engineering                          |
| 1           | Ingenieurwesen / Gebäudeenergietechnik-Versorgungstechnik       | Bachelor of Engineering                          |
| 1           | Ingenieurwesen / Meerestechnik und Windenergie                  | Bachelor of Engineering                          |
| 1           | Ingenieurwesen / Produktionstechnik-Maschinenbau                | Bachelor of Engineering                          |
| 1           | Food Science                                                    | Bachelor of Engineering oder Bachelor of Science |
| 1           | Food Science (praxisintegriert dual)                            | Bachelor of Engineering                          |
| 1           | Medizintechnik                                                  | Bachelor of Engineering                          |
| 1           | Sustainable Process Engineering                                 | Bachelor of Science                              |
| 1           | Physician Assistant - Medizinische Assistenz                    | Bachelor of Science                              |
| 1           | Schiffsbetriebstechnik                                          | Bachelor of Science                              |
| 1           | Biotechnologie                                                  | Master of Science                                |
| 1           | Embedded Systems Design                                         | Master of Science                                |
| 1           | Lebensmitteltechnologie                                         | Master of Engineering                            |
| 1           | Process Engineering und Energy Technology                       | Master of Science                                |
| 1           | Windenergietechnik                                              | Master of Science                                |
| 2           | Betriebswirtschaftslehre                                        | Bachelor of Arts                                 |
| 2           | Betriebswirtschaftslehre (praxisintegriert dual)                | Bachelor of Arts                                 |
| 2           | Digitale Medienproduktion                                       | Bachelor of Arts                                 |
| 2           | Gründung, Innovation, Führung                                   | Bachelor of Arts                                 |
| 2           | International Tourism Management (Cruise Business / Innovation) | Bachelor of Arts                                 |
| 2           | Informatik                                                      | Bachelor of Science                              |
| 2           | Soziale Arbeit                                                  | Bachelor of Arts                                 |
| 2           | Transport, Wirtschaft, Logistik                                 | Bachelor of Engineering oder Bachelor of Science |
| 2           | Wirtschaftsinformatik                                           | Bachelor of Science                              |
| 2           | Informatik - Vertrauenswürdige Systeme                          | Master of Science                                |
| 2           | Integrated Safety und Security Management                       | Master of Science                                |
| 2           | Logistics Engineering und Management                            | Master of Science                                |

## Einrichtungen
- Die Bibliothek der Hochschule im Haus S, mit Fachliteratur der Studiengänge gehört zur Staats- und Universitätsbibliothek Bremen.
- Die Mensa und Cafeteria.
- Die Zentrale Betriebseinheit Rechnerversorgung (ZBRV) im Haus Z und S unterstützt alle Fachbereiche sowie Studierende der Fernuniversität in Hagen.
- der Allgemeine Studierendenausschuss (AStA) mit dem AStA-Sekretariat (An der Karlstadt 8), den Vorsitzenden und den Referenten vertritt die Interessen der Studierenden.
- Die Alumni ist ein Netzwerk zum Nutzen der Ehemaligen, der Studierenden und der Hochschule, bestehend aus Ehemaligen-Vereine sowie Förder- und Freundeskreise.
- Der Verein zur Förderung der Hochschule Bremerhaven wurde 1978 von Wilhelm Kröncke zusammen mit 16 weiteren Bremerhavener Bürgern gegründet.
- VdWT Verein der Wirtschaftsingenieure für Transportwesen e. V.[4]

## Institute
- Institut für angewandte Mikrobiologie und Biotechnologie
- Institut für Medien und System-Engineering
- Institut für Automatisierungs- und Elektrotechnik
- Institute for Management and Economics
- Institut für Maritimen Tourismus
- Institut für mechanische und thermische Grundoperationen
- Institut für Technische Gebäudeausrüstung und Gebäudemanagement
- Gefahrgut-Informationszentrum
- Institut für Lebensmitteltechnologie und Bioverfahrenstechnik (am Technologie-Transfer-Zentrum Bremerhaven)
- Institut für Gesundheitstechnologien (am Technologie-Transfer-Zentrum Bremerhaven)
- Institut für Biologische Informationssysteme (am Technologie-Transfer-Zentrum Bremerhaven)
- Institut für Organisation und Software (am Technologie-Transfer-Zentrum Bremerhaven)
- Institut für Wasser-, Energie- und Landschaftsmanagement (am Technologie-Transfer-Zentrum Bremerhaven)
- Life-Science-Institut
- ILRM – Institut für Logistikrecht und Riskmanagement
- Institut für Wärmekraft- und Arbeitsmaschinen
- Institute of Artificial Intelligence Methods and Information Mining
- IMARE – Institut für marine Ressourcen
- Institut für Public Private Partnership
- Institute for Safety and Security Studies (ISaSS)

- Siehe auch: Ttz Bremerhaven

## Standorte
Die Hochschule Bremerhaven liegt sehr zentral im Stadtteil Bremerhaven-Mitte nahe beim Theodor-Heuss-Platz, mit der Adresse An der Karlstadt 8, 27568 Bremerhaven.
Es gibt
- Haus B - Bussestrasse 24
- Haus C – Columbusstraße 21, Seminarräume, Schiffsbetriebstechnik (1960)
- Haus K – Karlsburg, Seminarräume und Cafeteria, An der Karlstadt 8 (1985)
- Haus L – Labore, Werkstatt An der Karlstadt 8
- Haus M – Mensa und Audimax, Deichstraße (1998)
- Haus S – Seminargebäude und Bibliothek, Karlsburg 7/Columbusstraße (2005)
- Haus T – Technik, An der Karlstadt 8/Columbusstraße (2011)
- Haus THP – Verwaltung und Seminarräume, Theodor-Heuss-Platz 3 (2019)
- Haus V – Verwaltung, An der Karlstadt 8/Deichstraße (1989)
- Haus Z – Zentrallabor, An der Karlstadt 6/Fährstraße (1998).

## Ehrensenatoren
- 1994: Hans-Dietrich Genscher, Bundesminister a. D., Bonn
- 2000: Wilhelm Kröncke, Bremerhaven
- 2003: Hans Rummel, Dedesdorf
- 2015: Ulrich Sander